# Mathilde Kramer
Mathilde Uldall Kramer (* 15. März 1993) ist eine dänische Leichtathletin, die sich auf den Sprint spezialisiert hat.

## Sportliche Laufbahn
Erste internationale Erfahrungen sammelte Mathilde Kramer im Jahr 2017, als sie bei der Sommer-Universiade in Taipeh im 100-Meter-Lauf mit 12,14 s im Halbfinale ausschied und über 200 Meter mit 25,81 s im Vorlauf scheiterte und auch mit der dänischen 4-mal-100-Meter-Staffel mit 46,29 s den Finaleinzug verpasste. Im Jahr darauf schied sie bei den Hallenweltmeisterschaften in Birmingham im 60-Meter-Lauf mit 7,43 s in der ersten Runde aus und im Sommer verpasste sie bei den Europameisterschaften in Berlin mit 44,09 s den Finaleinzug mit der Staffel. 2019 schied sie bei den Halleneuropameisterschaften in Glasgow mit 7,44 s im Halbfinale über 60 Meter aus und anschließend belegte sie bei den World Relays in Yokohama in 45,32 s den achten Platz. Damit qualifizierte sich die dänische Mannschaft für die Weltmeisterschaften in Doha, bei denen sie aber mit 43,92 s nicht ins Finale einzog. 2021 wurde sie bei den Halleneuropameisterschaften in Toruń in der ersten Runde wegen unsportlichen Verhaltens disqualifiziert. Anfang Mai belegte sie bei den World Athletics Relays im polnischen Chorzów in 45,34 s den sechsten Platz mit der 4-mal-100-Meter-Staffel und erreichte mit der 4-mal-200-Meter-Staffel mit neuem Landesrekord von 1:37,80 min Rang vier. Im August nahm sie mit der 4-mal-100-Meter-Staffel an den Olympischen Spielen in Tokio teil und verpasste dort trotz neuer Rekordzeit von 43,51 s den Finaleinzug.
2022 schied sie bei den Weltmeisterschaften in Eugene mit neuem Landesrekord von 43,46 s mit der 4-mal-100-Meter-Staffel im Vorlauf aus und anschließend erreichte sie bei den Europameisterschaften in München das Halbfinale über 100 Meter und schied dort mit 11,75 s aus. Zudem verpasste sie dort im Staffelbewerb mit 44,20 s den Finaleinzug. Im Jahr darauf wurde sie bei der 2. Liga der Team-Europameisterschaft im Rahmen der Europaspiele in Chorzów in 11,76 s Achte im A-Lauf über 100 Meter und gelangte mit der 4-mal-100-Meter-Staffel mit 43,89 s auf Rang zwei. Bei den World Athletics Relays 2024 auf den Bahamas wurde sie in 44,88 s Siebte im B-Lauf in der 2. Qualifikationsrunde der 4-mal 100 Meter für die Olympischen Spiele in Paris und verpasste somit eine Direktqualifikation. Anschließend schied sie bei den Europameisterschaften in Rom mit 44,21 s im Vorlauf mit der Staffel aus.
In den Jahren 2014 und 2015, 2017 und 2018 sowie von 2020 bis 2022 wurde Kramer dänische Meisterin im 100-Meter-Lauf sowie 2014 auch im 100-Meter-Hürdenlauf und 2018 und 2021 auch über 200 Meter. Zudem wurde sie 2014 und von 2016 bis 2019 Hallenmeisterin im 60-Meter-Lauf sowie 2017 und 2018 auch über 60 m Hürden.

## Persönliche Bestzeiten
- 100 Meter: 11,40 s (+1,1 m/s), 26. Juni 2021 in Odense
  - 60 Meter (Halle): 7,31 s, 30. Januar 2022 in Randers
- 150 Meter: 17,40 s (−0,4 m/s), 14. August 2021 in Kopenhagen (nationale Bestleistung)
- 200 Meter: 23,85 s (+1,7 m/s), 26. August 2018 in Odense
  - 200 Meter (Halle): 24,17 s, 6. Februar 2021 in Randers
- 100 m Hürden: 13,88 s (+1,6 m/s), 2. Juli 2017 in Göteborg
  - 60 m Hürden (Halle): 8,38 s, 17. Februar 2018 in Skive